# 布鲁尔 (西班牙)
布鲁尔（西班牙語：Brull），是西班牙加泰罗尼亚巴塞罗那省的一个市镇。总面积41平方公里，总人口266人（2013年），人口密度6.5人/平方公里。